# Украйна 24
Украйна 24 (на украински: Україна 24) е общоукраински информационно-аналитичен телевизионен канал, собственост на „Медия груп Украйна“ на Ринат Ахметов.

## История
На 7 ноември 2019 г. Националният съвет за телевизия и радиоразпръскване постигна съгласие за преименуването на телевизионния канал „Ескулап ТВ“ (който е част от „Медия груп Украйна“ на Ринат Ахметов) на Украйна 24. На 2 декември 2019 г. телевизионният канал „Украйна 24“, създаден чрез преименуването на „Ескулап ТВ“, започва тестово излъчване. На 16 декември 2019 г. каналът започва да излъчва денонощно в цяла Украйна, в кабелните мрежи на операторите, на сателитната платформа Xtra TV и OTT-платформата Oll.tv. Стартират предавания на живо и почасови новини. През януари 2020 г. каналът получава сателитен лиценз за излъчване в отворена, некриптирана форма.
През януари 2020 г. Тигран Мартиросян, който дотогава е водещ в телевизионен канал „НАШ“ се мести в телевизионен канал „Украйна 24“, а на следващия месец Васил Голованов, който преди това е работил за „NewsOne“, става отговорен за създаването на политическата премиерна линия на телевизионния канал. През август 2020 г. става известно, че телевизионната водеща Наталия Влащенко от телевизионния канал „ZIK“ ще води програмите си „Народ против“ и „Hard с Влащенко“ на „Украйна 24“.
На 18 юни 2020 г. Националният съвет за телевизия и радиоразпръскване преиздава лиценза на канал „Украйна 24“ поради промяна в името на юридическото лице.
В края на ноември 2020 г. на канала стартира ново студио с 360-градусова технология.